# Sanza Pombo
Sanza Pombo ist eine Kleinstadt (Vila) in Angola, im Südwesten Afrikas.

## Verwaltung
Sanza Pombo ist Sitz eines gleichnamigen Landkreises (Município) in der Provinz Uíge. Der Kreis hat etwa 103.420 Einwohner (Schätzung 2014). Die Volkszählung 2014 soll fortan gesicherte Bevölkerungsdaten liefern.
Vier Gemeinden (Comunas) bilden den Kreis Sanza Pombo:
- Alfândega
- Cuilo Pombo
- Sanza Pombo
- Wamba (auch Huamba)

Insgesamt 241 Ortschaften befinden sich im Kreis.